# Helmut Gröttrup

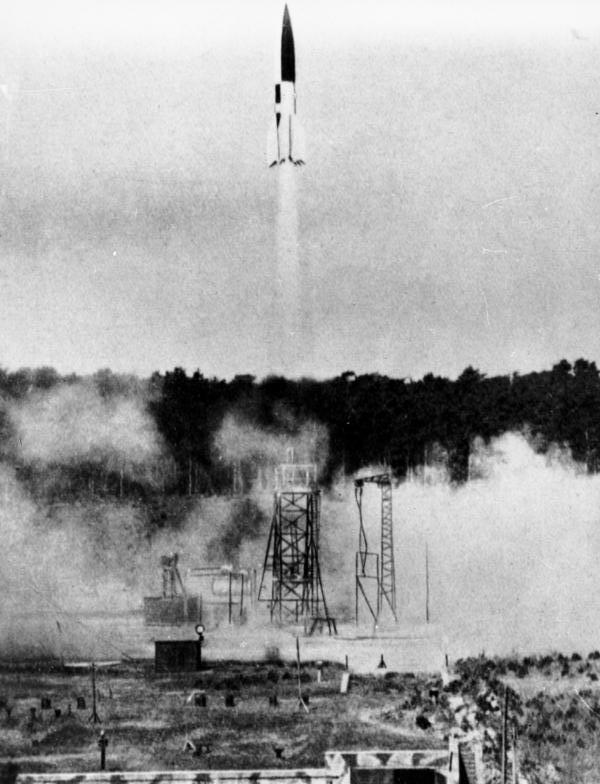
Lancering van een V2 raket

Helmut Gröttrup (Keulen, 12 februari 1916 – München, 5 juli 1981) was een van de leidende figuren in de ontwikkeling van V2 rakettechnologie in Duitsland tijdens de Tweede Wereldoorlog.

## V2
Gröttrup was assistent van Wernher von Braun bij de ontwikkeling van de V2 in Peenemünde en stond in voor de besturing. Die werd uitgewerkt met een analoge computer op basis van vacuümbuizen, ontwikkeld door Helmut Hölzer.

## Gestapo
Op 13 maart 1944 pakte de Gestapo Gröttrup, Wernher von Braun, Magnus von Braun en Klaus Riedel op en sloot hen op in de gevangenis van Stettin omdat ze zich met bemande ruimtevaart bezighielden in plaats van met de ontwikkeling van wapens voor de oorlog.

## Sovjet-Unie
Na de Tweede Wereldoorlog weigerde hij om naar de Verenigde Staten te gaan werken omdat hij zijn gezin niet wou achterlaten. De Sovjet-Unie bood hem aan om voor hen te werken vanuit Duitsland.
Van 9 september 1945 tot 22 oktober 1946 werkte Gröttrup te Bleicherode onder leiding van Sergej Koroljov om een prototype raket te vervaardigen voor de Sovjet-Unie.
Dit prototype was de voorloper van de Sovjet R-1 en R-2 raketten.
Die ontwikkeling vormde een inbreuk op het Verdrag van Potsdam en daarom werden alle wetenschappers en ingenieurs die te Bleichenrode voor de Sovjet-Unie werkten (ook Werner Albring en Heinrich Wilhelmi) op 22 oktober 1946 samen met hun gezin in het geheim per trein naar de Sovjet-Unie gevoerd. Tot 13 november 1947 werden 11 testlanceringen uitgevoerd, waarvan 5 met succes. Daarna besliste de Sovjet-Unie om de verdere ontwikkeling zonder de Duitse specialisten verder te zetten en gaf hen andere opdrachten, zodat ze enkel met verouderde kennis over de raketten zouden overblijven.
Ze mochten het eiland Gorodomlja in het Seligermeer niet verlaten. Op 22 november 1953 mocht Gröttrup met zijn gezin terugkeren naar Duitsland.

## Terugkeer naar Duitsland
Gröttrup werkte dan van 1955 tot 1958 te Stuttgart bij Standard Elektrik AG, dat fusioneerde met C. Lorenz tot Standard Elektrik Lorenz. In 1957 stichtte hij samen met Prof. Karl Steinbuch de firma Informatik voor elektrisch gecodeerde toegangscontrole. In 1966 nam Gröttrup patent op een identificatieschakelaar om klanten te identificeren zodat ze brandstof konden tanken in een tankstation.